# Pābanān
Pābanān (persiska: پابنان) är en ort i Iran.   Den ligger i provinsen Hormozgan, i den sydöstra delen av landet, 1 100 km sydost om huvudstaden Teheran. Pābanān ligger 203 meter över havet och antalet invånare är 140.
Terrängen runt Pābanān är platt åt nordost, men åt sydväst är den kuperad. Runt Pābanān är det ganska glesbefolkat, med 25 invånare per kvadratkilometer. Närmaste större samhälle är Kāhūdān, 14,0 km sydväst om Pābanān. Trakten runt Pābanān är ofruktbar med lite eller ingen växtlighet.